# Снерсбрук (станція метро)
51°34′51″ пн. ш. 0°01′18″ сх. д. / 51.580833° пн. ш. 0.021667° сх. д.
Снерсбрук (англ. Snaresbrook) — станція Центральної лінії Лондонського метрополітену. Станція знаходиться у Снерсбрук, Редбрідж, Лондон, у 4-й тарифній зоні, між метростанціями — Саут-Вудфорд та Лейтонстоун. В 2018 році пасажирообіг станції — 2.30 млн пасажирів
Конструкція станції: наземна відкрита з двома прямими береговими платформами.

## Історія
- 22 серпня 1856: відкриття станції як Снерсбрук у складі Eastern Counties Railway
- 1857: станцію перейменовано на Снерсбрук-фор-Вонстед
- листопад 1898: станцію перейменовано на Снерсбрук-енд-Вонстед
- 1929: станцію перейменовано на Снерсбрук-енд-Вонстед
- 14 грудня 1947: початок трафіку Центральної лінії; станцію перейменовано на Снерсбрук
- 1949:	закриття товарної станції[3]
- 1970: припинення трафіку British Rail

## Пересадки
На автобуси London Buses маршруту W14.

## Послуги
| Попередня станція | Лінія | Лінія                             | Лінія | Наступна станція |
| ----------------- | ----- | --------------------------------- | ----- | ---------------- |
| Саут-Вудфорд      |       | Лондонське метро Центральна лінія |       | Лейтонстоун      |